# Campionato mondiale di hockey su prato
Il Campionato mondiale di hockey su prato, la cui denominazione ufficiale attuale è Coppa del Mondo di hockey (Hockey World Cup), è una manifestazione internazionale di hockey su prato organizzata dalla International Hockey Federation (FIH).
Le prime tre edizioni del torneo maschile si sono tenute con cadenza biennale nel 1971, 1973, 1975. Dalla quarta edizione, quella del 1978 i campionati sono organizzati ogni quattro anni.
L'ultima rassegna (XV edizione) si è tenuta nel 2023 a Bhubaneswar ed a Rourkela in India.
Per quanto riguarda il torneo femminile, le prime cinque edizioni si sono tenute ogni due o tre anni. Dal 1986 in poi i campionati si sono disputati ogni quattro anni.
L'ultima rassegna femminile (XV edizione) si è tenuta nel 2022 congiuntamente a Terrassa in Spagna e ad Amstelveen nei Paesi Bassi.

## Albo d'oro

### Torneo maschile
| 1971 | Barcellona           | Pakistan    | 1–0                           | Spagna         | India          | 2–1 dopo tempo supplementare | Kenya            |
| 1973 | Amstelveen           | Paesi Bassi | 2–2 (4–2) dopo tiri di rigore | India          | Germania Ovest | 1–0                          | Pakistan         |
| 1975 | Kuala Lumpur         | India       | 2–1                           | Pakistan       | Germania Ovest | 4–0                          | Malaysia         |
| 1978 | Buenos Aires         | Pakistan    | 3–2                           | Paesi Bassi    | Australia      | 4–3                          | Germania Ovest   |
| 1982 | Mumbai               | Pakistan    | 3–1                           | Germania Ovest | Australia      | 4–2                          | Paesi Bassi      |
| 1986 | Londra               | Australia   | 2–1                           | Inghilterra    | Germania Ovest | 3–2 dopo tempi supplementari | Unione Sovietica |
| 1990 | Lahore               | Paesi Bassi | 3–1                           | Pakistan       | Australia      | 2–1 dopo tempi supplementari | Germania         |
| 1994 | Sydney               | Pakistan    | 1–1 (4–3) dopo tiri di rigore | Paesi Bassi    | Australia      | 5–2                          | Germania         |
| 1998 | Utrecht              | Paesi Bassi | 3–2 dopo tempi supplementari  | Spagna         | Australia      | 1–0                          | Germania         |
| 2002 | Kuala Lumpur         | Germania    | 2–1                           | Australia      | Paesi Bassi    | 2–1 dopo tempi supplementari | Corea del Sud    |
| 2006 | Mönchengladbach      | Germania    | 4–3                           | Australia      | Spagna         | 3–2 dopo tempi supplementari | Corea del Sud    |
| 2010 | Nuova Delhi          | Australia   | 2–1                           | Germania       | Paesi Bassi    | 4–3                          | Inghilterra      |
| 2014 | L'Aia                | Australia   | 6–1                           | Paesi Bassi    | Argentina      | 2–0                          | Inghilterra      |
| 2018 | Bhubaneswar          | Belgio      | 0–0 (3–2) dopo tiri di rigore | Paesi Bassi    | Australia      | 8-1                          | Inghilterra      |
| 2023 | Bhubaneswar Rourkela | Germania    | 3–3 (5–4) dopo tiri di rigore | Belgio         | Paesi Bassi    | 3-1                          | Australia        |
| 2026 | Wavre Amstelveen     |             |                               |                |                |                              |                  |

### Torneo femminile
| 1974 | Mandelieu-la-Napoule | Paesi Bassi    | 1–0 dopo tempo supplementare  | Argentina      | Germania Ovest   | 2–0                           | India          |
| 1976 | Berlino Ovest        | Germania Ovest | 2–0                           | Argentina      | Paesi Bassi      | 1–0                           | Belgio         |
| 1978 | Madrid               | Paesi Bassi    | 1–0                           | Germania Ovest | Belgio           | 0–0 (3-2) dopo tiri di rigore | Argentina      |
| 1981 | Buenos Aires         | Germania Ovest | 1–1 (3-1) dopo tiri di rigore | Paesi Bassi    | Unione Sovietica | 5–1                           | Australia      |
| 1983 | Kuala Lumpur         | Paesi Bassi    | 4-2                           | Canada         | Australia        | 3-1                           | Germania Ovest |
| 1986 | Amstelveen           | Paesi Bassi    | 3–0                           | Germania Ovest | Canada           | 3-2 dopo tempo supplementare  | Nuova Zelanda  |
| 1990 | Sydney               | Paesi Bassi    | 3-1                           | Australia      | Corea del Sud    | 3-2                           | Inghilterra    |
| 1994 | Dublino              | Australia      | 2-0                           | Argentina      | Stati Uniti      | 2–1                           | Germania       |
| 1998 | Utrecht              | Australia      | 1–0                           | Paesi Bassi    | Germania         | 3-2                           | Argentina      |
| 2002 | Perth                | Argentina      | 1–1 (4-3) dopo tiri di rigore | Paesi Bassi    | Cina             | 2–0                           | Australia      |
| 2006 | Madrid               | Paesi Bassi    | 3-1                           | Australia      | Argentina        | 5–0                           | Spagna         |
| 2010 | Rosario              | Argentina      | 2–1                           | Paesi Bassi    | Inghilterra      | 2-0                           | Germania       |
| 2014 | L'Aia                | Paesi Bassi    | 2-0                           | Australia      | Argentina        | 2-1                           | Stati Uniti    |
| 2018 | Londra               | Paesi Bassi    | 6-0                           | Irlanda        | Spagna           | 3-1                           | Australia      |
| 2022 | Terrassa Amstelveen  | Paesi Bassi    | 3-1                           | Argentina      | Australia        | 2-1                           | Germania       |
| 2026 | Wavre Amstelveen     |                |                               |                |                  |                               |                |

## Medagliere

### Torneo maschile
| Pos. | Paese       | Oro | Argento | Bronzo | Totale |
| ---- | ----------- | --- | ------- | ------ | ------ |
| 1    | Pakistan    | 4   | 2       | 0      | 6      |
| 2    | Paesi Bassi | 3   | 4       | 3      | 10     |
| 3    | Australia   | 3   | 3       | 4      | 10     |
| 4    | Germania    | 3   | 2       | 4      | 9      |
| 5    | India       | 1   | 1       | 1      | 3      |
| 6    | Belgio      | 1   | 1       | 0      | 2      |
| 7    | Spagna      | 0   | 2       | 1      | 3      |
| 8    | Inghilterra | 0   | 1       | 0      | 1      |
| 9    | Argentina   | 0   | 0       | 1      | 1      |

### Torneo femminile
| Pos. | Paese            | Oro | Argento | Bronzo | Totale |
| ---- | ---------------- | --- | ------- | ------ | ------ |
| 1    | Paesi Bassi      | 9   | 4       | 1      | 14     |
| 2    | Argentina        | 2   | 4       | 2      | 8      |
| 3    | Australia        | 2   | 3       | 2      | 7      |
| 4    | Germania         | 2   | 2       | 2      | 6      |
| 5    | Canada           | 0   | 1       | 1      | 2      |
| 6    | Irlanda          | 0   | 1       | 0      | 1      |
| 7    | Belgio           | 0   | 0       | 1      | 1      |
| 7    | Cina             | 0   | 0       | 1      | 1      |
| 7    | Corea del Sud    | 0   | 0       | 1      | 1      |
| 7    | Inghilterra      | 0   | 0       | 1      | 1      |
| 7    | Spagna           | 0   | 0       | 1      | 1      |
| 7    | Stati Uniti      | 0   | 0       | 1      | 1      |
| 7    | Unione Sovietica | 0   | 0       | 1      | 1      |

## Partecipazioni

### Nazionali maschili
| Squadra          | Edizione | Edizione | Edizione | Edizione | Edizione | Edizione | Edizione | Edizione | Edizione | Edizione | Edizione | Edizione | Edizione | Edizione | Edizione | Edizione | Edizione       |
| Squadra          | 1971     | 1973     | 1975     | 1978     | 1982     | 1986     | 1990     | 1994     | 1998     | 2002     | 2006     | 2010     | 2014     | 2018     | 2023     | 2026     | Partecipazioni |
| ---------------- | -------- | -------- | -------- | -------- | -------- | -------- | -------- | -------- | -------- | -------- | -------- | -------- | -------- | -------- | -------- | -------- | -------------- |
| Argentina        | 10       | 9        | 11       | 8        | 12       | 6        | 9        | 7        | –        | 6        | 10       | 7        | Bronzo   | 7        | 9        |          | 14             |
| Australia        | 8        | –        | 5        | Bronzo   | Bronzo   | Oro      | Bronzo   | Bronzo   | 4        | Argento  | Argento  | Oro      | Oro      | Bronzo   | 4        |          | 14             |
| Belgio           | –        | 8        | –        | 14       | –        | –        | –        | 11       | –        | 14       | –        | –        | 5        | Oro      | Argento  | Q        | 8              |
| Bielorussia      |          |          |          |          |          |          |          | 12       | –        | –        | –        | –        | –        | –        | –        |          | 1              |
| Canada           | –        | –        | –        | 11       | –        | 10       | 11       | –        | 8        | –        | –        | 11       | –        | 11       | –        |          | 6              |
| Cile             | –        | –        | –        | –        | –        | –        | –        | –        | –        | –        | –        | –        | –        | –        | 15       |          | 1              |
| Cina             | –        | –        | –        | –        | –        | –        | –        | –        | –        | –        | –        | –        | –        | 10       | –        |          | 1              |
| Corea del Sud    | –        | –        | –        | –        | –        | –        | –        | 8        | 7        | 4        | 4        | 6        | 10       | –        | 8        |          | 7              |
| Cuba             | –        | –        | –        | –        | –        | –        | –        | –        | –        | 16       | –        | –        | –        | –        | –        |          | 1              |
| Francia          | 7        | –        | –        | –        | –        | –        | 7        | –        | –        | –        | –        | –        | –        | 8        | 13       |          | 4              |
| Galles           | –        | –        | –        | –        | –        | –        | –        | –        | –        | –        | –        | –        | –        | –        | 11       |          | 1              |
| Germania         | 5        | Bronzo   | Bronzo   | 4        | Argento  | Bronzo   | 4        | 4        | Bronzo   | Oro      | Oro      | Argento  | 6        | 5        | Oro      |          | 15             |
| Ghana            | –        | –        | 12       | –        | –        | –        | –        | –        | –        | –        | –        | –        | –        | –        | –        |          | 1              |
| Giappone         | 9        | 10       | –        | –        | –        | –        | –        | –        | –        | 12       | 9        | –        | –        | –        | 15       |          | 5              |
| India            | Bronzo   | Argento  | Oro      | 6        | 5        | 12       | 10       | 5        | 9        | 10       | 11       | 8        | 9        | 6        | 9        |          | 15             |
| Inghilterra      | –        | 6        | 6        | 7        | 8        | Argento  | 5        | 6        | 6        | 7        | 5        | 4        | 4        | 4        | 5        |          | 14             |
| Irlanda          | –        | –        | –        | 12       | –        | –        | 12       | –        | –        | –        | –        | –        | –        | 14       | –        |          | 3              |
| Italia           | –        | –        | –        | 13       | –        | –        | –        | –        | –        | –        | –        | –        | –        | –        | –        |          | 1              |
| Kenya            | 4        | 12       | –        | –        | –        | –        | –        | –        | –        | –        | –        | –        | –        | –        | –        |          | 2              |
| Malaysia         | –        | 11       | 4        | 10       | 10       | –        | –        | –        | 11       | 8        | –        | –        | 12       | 15       | 13       |          | 9              |
| Nuova Zelanda    | –        | 7        | 7        | –        | 7        | 9        | –        | –        | 10       | 9        | 8        | 9        | 7        | 9        | 7        |          | 11             |
| Paesi Bassi      | 6        | Oro      | 9        | Argento  | 4        | 7        | Oro      | Argento  | Oro      | Bronzo   | 7        | Bronzo   | Argento  | Argento  | Bronzo   | Q        | 16             |
| Pakistan         | Oro      | 4        | Argento  | Oro      | Oro      | 11       | Argento  | Oro      | 5        | 5        | 6        | 12       | –        | 12       | –        |          | 13             |
| Polonia          | –        | –        | 10       | 9        | 8        | 8        | –        | –        | 12       | 15       | –        | –        | –        | –        | –        |          | 6              |
| Spagna           | Argento  | 5        | 8        | 5        | 11       | 5        | 8        | 9        | Argento  | 11       | Bronzo   | 5        | 8        | 13       | 6        |          | 15             |
| Sudafrica        | –        | –        | –        | –        | –        | –        | –        | 10       | –        | 13       | 12       | 10       | 11       | 16       | 11       |          | 7              |
| Unione Sovietica | –        | –        | –        | –        | 6        | 4        | 6        |          |          |          |          |          |          |          |          |          | 3              |

### Nazionali femminili
| Squadra          | Edizione | Edizione | Edizione | Edizione | Edizione | Edizione | Edizione | Edizione | Edizione | Edizione | Edizione | Edizione | Edizione | Edizione | Edizione | Edizione | Edizione       |
| Squadra          | 1974     | 1976     | 1978     | 1981     | 1983     | 1986     | 1990     | 1994     | 1998     | 2002     | 2006     | 2010     | 2014     | 2018     | 2022     | 2026     | Partecipazioni |
| ---------------- | -------- | -------- | -------- | -------- | -------- | -------- | -------- | -------- | -------- | -------- | -------- | -------- | -------- | -------- | -------- | -------- | -------------- |
| Argentina        | Argento  | Argento  | Bronzo   | 6        | 9        | 7        | 9        | Argento  | 4        | Oro      | Bronzo   | Oro      | Bronzo   | 6        | Argento  |          | 15             |
| Australia        | –        | –        | –        | 4        | Bronzo   | 6        | Argento  | Oro      | Oro      | 4        | Argento  | 5        | Argento  | 4        | Bronzo   |          | 12             |
| Austria          | 8        | 9        | –        | 12       | –        | –        | –        | –        | –        | –        | –        | –        | –        | –        | –        |          | 3              |
| Belgio           | 5        | 4        | Bronzo   | 8        | –        | –        | –        | –        | –        | –        | –        | –        | 12       | 10       | 6        | Q        | 8              |
| Canada           | –        | –        | 5        | 5        | Argento  | Bronzo   | 10       | 10       | –        | –        | –        | –        | –        | –        | 15       |          | 7              |
| Cecoslovacchia   | –        | –        | 9        | –        | –        | –        | –        |          |          |          |          |          |          |          |          |          | 1              |
| Cile             | –        | –        | –        | –        | –        | –        | –        | –        | –        | –        | –        | –        | –        | –        | 13       |          | 1              |
| Cina             | –        | –        | –        | –        | –        | –        | 6        | 7        | 11       | Bronzo   | 10       | 8        | 6        | 16       | 9        |          | 9              |
| Corea del Sud    | –        | –        | –        | –        | –        | –        | Bronzo   | 5        | 5        | 6        | 9        | 6        | 7        | 12       | 13       |          | 9              |
| Francia          | 7        | 6        | –        | 9        | –        | –        | –        | –        | –        | –        | –        | –        | –        | –        | –        |          | 3              |
| Galles           | –        | –        | –        | –        | 12       | –        | –        | –        | –        | –        | –        | –        | –        | –        | –        |          | 1              |
| Germania         | Bronzo   | Oro      | Argento  | Oro      | 4        | Argento  | 8        | 4        | Bronzo   | 7        | 8        | 4        | 8        | 5        | 4        |          | 15             |
| Giappone         | –        | –        | 6        | 7        | –        | –        | 11       | –        | –        | 10       | 5        | 11       | 10       | 13       | 11       |          | 9              |
| India            | 4        | –        | 7        | –        | 11       | –        | –        | –        | 12       | –        | 11       | 9        | –        | 8        | 9        |          | 8              |
| Inghilterra      | –        | –        | –        | –        | 5        | 5        | 4        | 9        | 9        | 5        | 7        | Bronzo   | 11       | 7        | 8        |          | 11             |
| Irlanda          | –        | –        | –        | –        | –        | 12       | –        | 11       | –        | 15       | –        | –        | –        | Argento  | 11       |          | 5              |
| Italia           | –        | 10       | –        | –        | –        | –        | –        | –        | –        | –        | –        | –        | –        | 9        | –        |          | 2              |
| Messico          | 10       | 7        | –        | 11       | –        | –        | –        | –        | –        | –        | –        | –        | –        | –        | –        |          | 3              |
| Nuova Zelanda    | –        | –        | –        | –        | 7        | 4        | 7        | –        | 6        | 11       | –        | 7        | 5        | 11       | 5        |          | 9              |
| Nigeria          | –        | 11       | 10       | –        | –        | –        | –        | –        | –        | –        | –        | –        | –        | –        | –        |          | 2              |
| Paesi Bassi      | Oro      | Bronzo   | Oro      | Argento  | Oro      | Oro      | Oro      | 6        | Argento  | Argento  | Oro      | Argento  | Oro      | Oro      | Oro      | Q        | 16             |
| Russia           |          |          |          |          |          |          |          | 12       | –        | 16       | –        | –        | –        | –        | –        |          | 2              |
| Scozia           | –        | –        | –        | –        | 8        | 10       | –        | –        | 10       | 12       | –        | –        | –        | –        | –        |          | 4              |
| Spagna           | 6        | 5        | 8        | 10       | –        | 11       | 5        | 8        | –        | 8        | 4        | 12       | –        | Bronzo   | 7        |          | 12             |
| Stati Uniti      | –        | –        | –        | –        | 6        | 9        | 12       | Bronzo   | 8        | 9        | 6        | –        | 4        | 14       | –        |          | 9              |
| Sudafrica        | –        | –        | –        | –        | –        | –        | –        | –        | 7        | 13       | 12       | 10       | 9        | 15       | 15       |          | 7              |
| Svizzera         | 9        | 8        | –        | –        | –        | –        | –        | –        | –        | –        | –        | –        | –        | –        | –        |          | 2              |
| Ucraina          |          |          |          |          |          |          |          | –        | –        | 14       | –        | –        | –        | –        | –        |          | 1              |
| Unione Sovietica | –        | –        | –        | Bronzo   | 10       | 8        | –        |          |          |          |          |          |          |          |          |          | 3              |